# Chardon lorrain
Pour les articles homonymes, voir Chardon (homonymie).

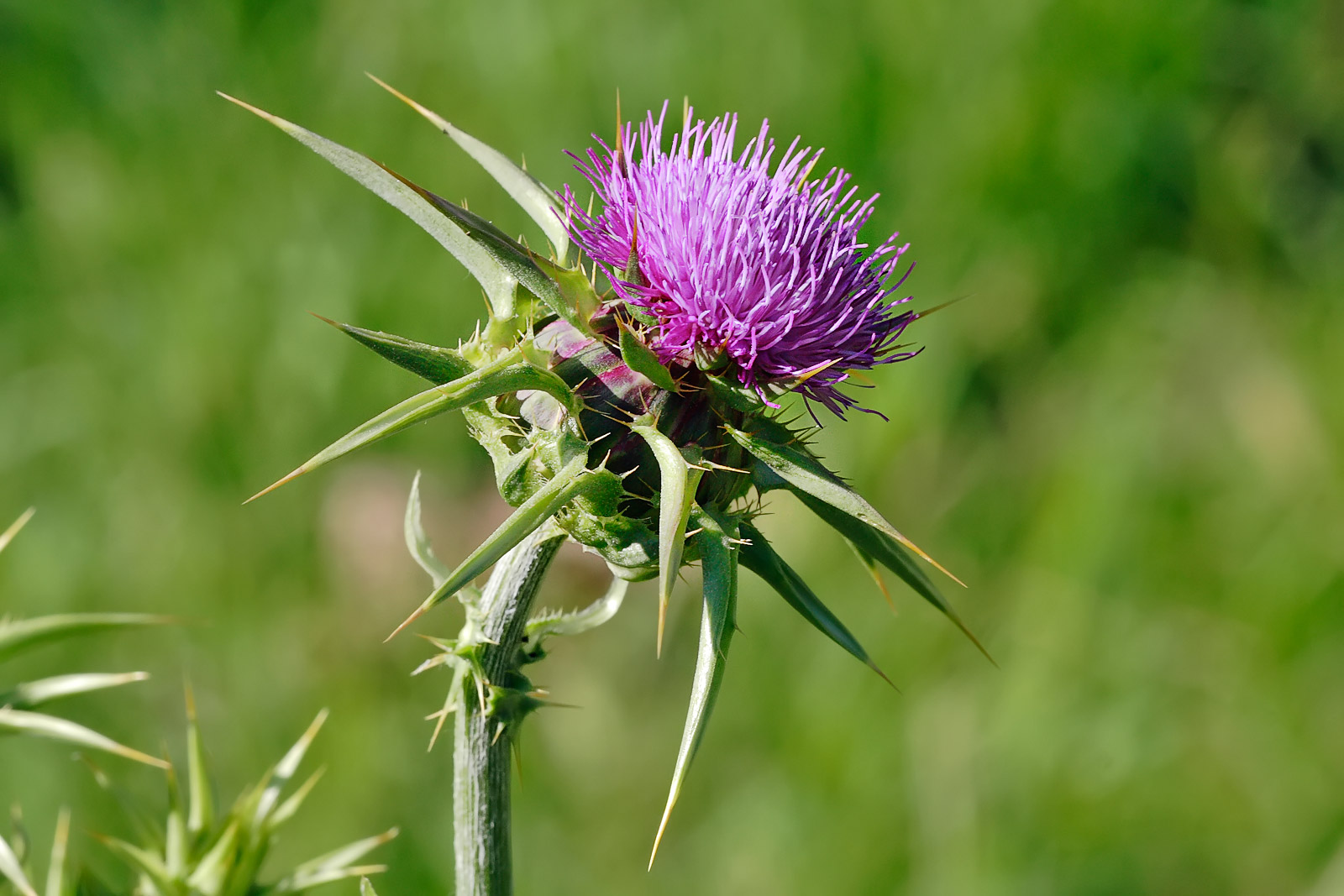
Un chardon de type Carduus.

Le chardon lorrain est une plante épineuse, le Chardon aux ânes (Onopordum acanthium). C'est le symbole de la Lorraine.
Son origine est angevine. C'est René Ier de Naples qui l'introduisit en Lorraine où il fut adopté par la suite. René II de Lorraine y ajouta la devise : « Ne toquès mi, je poins » .
De nos jours, le chardon et la devise sont toujours présents sur le blason de la ville de Nancy. On le trouve aussi sur le logo de l'AS Nancy Lorraine, du parc naturel régional de Lorraine ou l'association Le Chardon nancéien pour l'équipe de handball de Nancy.
Enfin, la plante donne son nom à une confiserie nancéienne, les chardons de Lorraine.

## Galerie

Armoiries de Nancy, avec le chardon.
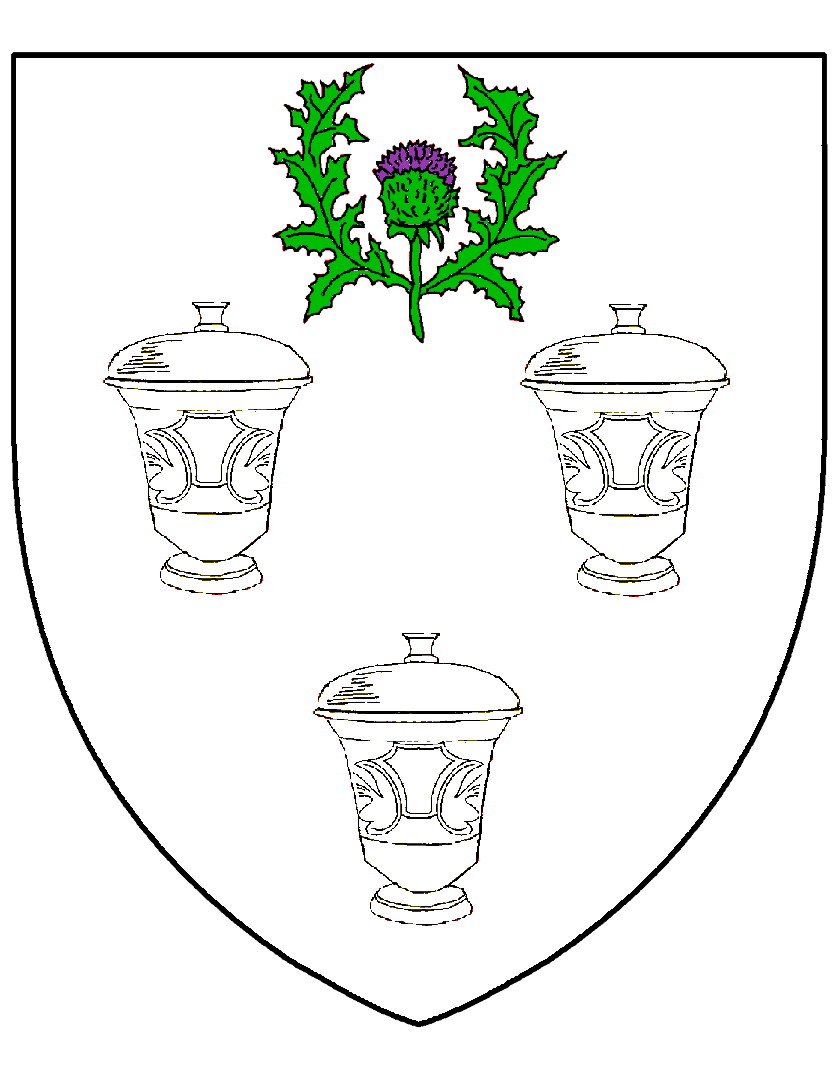
Armoiries du Collège de chirurgie de Nancy[2].